# Dolmen de la Font del Roure
Der Dolmen de la Font del Roure (katalanisch für „Dolmen an der Eichenquelle“) ist einer der 11 Dolmen von Espolla in der Provinz Girona in Katalonien in Spanien unweit der Grenze zu Frankreich. Der Dolmen liegt etwa 4,5 km vom Stadtzentrum und etwa 500 Meter von der namengebenden Quelle entfernt.
Es ist ein 1920 und 1971 archäologisch untersuchtes und 1995 restauriertes Galeriegrab, dessen Kammer, Vorkammer und Gang aus Granitplatten und Trockenmauerwerk errichtet wurden. Es datiert ins Neolithikum (3500–3200 v. Chr.). Der künstliche Hügel und Teile seiner Steinabdeckung sind erhalten. Im Inneren fand man eine Menge zerscherbte Keramik, Feuerstein und eine Halskette aus Grünstein.